# Schachverband Württemberg
Der Schachverband Württemberg e.V. (kurz SVW) ist ein Landesverband des Deutschen Schachbundes und die Organisation der Schachspieler im östlichen Teil Baden-Württembergs. Er wurde am 23. Januar 1910 gegründet und hat seinen Sitz in Stuttgart.

## Gliederung
Der Schachverband Württemberg ist in sechs Bezirke und deren Kreise untergliedert, die den jeweils zugeordneten Spielbetrieb in eigener Verantwortung regeln:
1. Unterland (UL): a. Kreis Ludwigsburg, b. Kreis Heilbronn-Hohenlohe
2. Stuttgart (S): a. Kreis Stuttgart-Ost, b. Kreis Stuttgart-Mitte, c. Kreis Stuttgart-West
3. Ostalb (OA): a. Kreis Aalen, b. Kreis Heidenheim, c. Kreis Schwäbisch Gmünd
4. Neckar-Fils (NF): a. Kreis Esslingen-Göppingen, b. Kreis Reutlingen-Tübingen
5. Alb-Schwarzwald (AS): a. Kreis Zollern-Alb, b. Kreis Donau-Neckar, c. Kreis Schwarzwald
6. Oberschwaben (OS): a. Kreis Nord, b. Kreis Süd

Die Jugendorganisation des SVW ist die Württembergische Schachjugend (WSJ).

## Organisation
Der Verband wird von einem Präsidium geführt, dem der Präsident, drei Vizepräsidenten, der Schatzmeister, der Verbandsspielleiter, der Verbandsjugendleiter und der Referent für das Pressewesen und die Öffentlichkeitsarbeit angehören. Weitere Organe sind das Erweiterte Präsidium, der Verbandstag, das Verbandsschiedsgericht und der Verbandsspielausschuss.
Das Erweiterte Präsidium besteht aus dem Präsidium, den Mitgliedern des Verbandsspielausschusses und weiteren durch den Verbandstag gewählten Referenten und den Bezirksleitern (letztgenannte mit doppeltem Stimmrecht).
Der Verbandstag, das oberste Organ des SVW, tritt alle zwei Jahre zusammen und wählt die Mitglieder des Präsidiums und weitere Fachreferenten für jeweils zwei Jahre. Der Verbandstag besteht aus den Mitgliedern des Erweiterten Präsidiums, den Kassenprüfern und den Delegierten der Bezirke.
Das Verbandsschiedsgericht besteht aus einem Vorsitzenden, einem stellvertretenden Vorsitzenden und mindestens drei Beisitzern; es entscheidet in der Besetzung mit einem Vorsitzenden und zwei Beisitzern über Streitigkeiten innerhalb der Zuständigkeit des Schachverbandes Württemberg abschließend. Zudem ist es für Berufungen gegen Entscheidungen der Bezirksschiedsgerichte zuständig.
Der Verbandsspielausschuss wird vom Verbandsspielleiter einberufen und regelt den Spielbetrieb der Mannschafts- und Einzelwettbewerbe im Verbandsgebiet.

## Geschichte

### Die Gründung des Schwäbischen Schachbundes
Der 1877 gegründete Deutsche Schachbund (DSB) zählte 1904 insgesamt 69 Vereine. Von den württembergischen Klubs war nur Stuttgart angeschlossen. Auf Anregung des DSB-Vorsitzenden, Rudolf Gebhardt, wurden 1906 der Bayerische Schachbund und 1908 der Ostdeutsche Schachverband (wieder) gegründet. Die Erwartungen der württembergischen Vereine richteten sich auf den Schachclub Stuttgart und seinen Vorsitzenden Otto Rosenfeld. Dessen Initiative führte zur Gründung des Schwäbischen Schachbundes am Sonntag, 23. Januar 1910. Tags darauf stand im »Schwäbischen Merkur« zu lesen:
»Die Gründung des Schwäbischen Schachbundes ist am Sonntag erfolgt. Zu der Gründungsversammlung im Beethovensaal der Liederhalle in Stuttgart hatten sich zahlreiche Stuttgarter Schachfreunde, Vertreter auswärtiger Schachvereinigungen und andere Schachgenossen eingestellt. Zehn Schachclubs und viele Einzelpersonen hatten Zustimmungserklärungen gesandt. …. Der erste Vorstand besteht aus den folgenden Herren:
Kaufmann Otto Rosenfeld, Stuttgart, Vorsitzender,
Privatier Heerlein, Stuttgart, stellv. Vorsitzender,
Ratsschreiber Keller, Stuttgart, Kassenwart,
Geometer Stockmayer, Stuttgart, Schriftführer,
ferner den Herren Prof. Mützel, S. Löwenthal, A. Kemper, Otto Kraft, Bauamtsmeister Köpf und Eugen Baur. Der Gründung neuer örtlicher Schachvereine soll tätige Unterstützung zu teil werden, verschiedene Neugründungen sind bereits vorbereitet.«

### Der Schwäbische Schachbund nach dem 1. Weltkrieg
Aus der Kriegszeit liegen wenig Informationen vor. Ein Foto zeigt bekannte Meister beim Spiel im »Eberhardsbau« und – wie es heißt – beim »1. Schwäbischen Schachkongress im Jahre 1918«. Erstmals 1923 in Ulm ist explizit vom »5. Schwäbischen Schachkongress« die Rede. Im Zusammenhang mit anderen Literaturstellen ab 1920 kann daraus geschlossen werden, dass entweder 1919 kein Kongress stattfand oder dass der »1. Kongress« erst 1919 war.
Es gibt Berichte von einer Bundesversammlung am 29. Dezember 1920 – mutmaßlich dem 2. Kongress. Als nächster Kongressort wurde Göppingen bestimmt (3. Kongress?). Als Vorsitzender wurde Otto Rosenfeld bestätigt. Dazu Schiller (Rechner), Geyer (Schriftführer) sowie die Herren Beck (Schwenningen), Köpf (Gmünd) und Schnapp (Heilbronn). Zu Ostern 1922 wurde zu „Landesturnier und Generalversammlung“ eingeladen (4. Kongress?). Rosenfeld, der den Schwäbischen Schachbund seit Gründung geführt hatte, kündigte 1923 an, aus Altersgründen nicht mehr zu kandidieren wollen. Die Zahl der Vereine hatte erfreulich zugenommen und der Schwäbische Schachbund war als Landesverband im DSB offiziell anerkannt. Nachfolger Landgerichtsrat Hassler und dessen Mitarbeiter (2. Vorsitzender L. Scheck, Kassier Schopper, Schriftführer Crenz) gehörten sämtlich dem SV Stuttgart 1879 an. 1928 wurde Hassler von dem Ludwigsburger Ernst Kübler abgelöst. Beim 12. Kongress 1930 in Freudenstadt wurde der Vorstand im Amt bestätigt. An Otto Rosenfeld wurde die Würde des Ehrenvorsitzenden des Bundes verliehen.
Das Dritte Reich brachte auch für den Schwäbischen Schachbund manch tiefgreifende Änderung. Der Gründer Rosenfeld war wenige Jahre nach der Ernennung zum Ehrenvorsitzenden im Bund wie im Verein nicht mehr erwünscht. Die Kontinuität in der Arbeit blieb insofern gewahrt, als der Vorsitzende Ernst Kübler wie auch wichtige Mitarbeiter, etwa Schatzmeister Otto Kaufmann, im Amt bleiben. Beim 18. Kongress 1936 wird letztmals Ernst Kübler als Vorsitzender genannt. Der neue Vorsitzende Rahn, ein Meisterspieler aus Esslingen, gewann 1939 und 1940 die Württembergische Meisterschaft. Im Zusammenhang mit dem Reichsgartenschauturnier wurde 1939 auch der 21. Kongress in Stuttgart (Liederhalle) durchgeführt. Damals wurden Landesverbände entsprechend den Gauen der NSDAP geschaffen. Der neue »Schachverband Württemberg Hohenzollern im Großdeutschen Schachbund« führte nach wie vor seine Schwäbischen Schachkongresse durch. Bericht vom 22. Kongress 1940: »Der seitherige Verbandsleiter Rudolf Reichel ist im Feld und musste sein Amt niederlegen. Die Vertreterversammlung brachte dem Großdeutschen Schachbund den bisherigen stellvertretenden Verbandsleiter Otto Kaufmann in Vorschlag«. Reichel wurde also wahrscheinlich 1939 Verbandsleiter. Otto Kaufmann blieb Verbandsleiter bis zum Ende des Krieges. Mit dem 25. Kongress 1943 endete die Tradition der Schwäbischen Schachkongresse.

### Die Entwicklung des Verbandes nach dem 2. Weltkrieg
Unter den besonderen Bedingungen der Militärgesetze der Besatzungsmacht wurde die Organisation neu aufgebaut. Damals waren Neu- oder Wiedergründungen von Vereinen, wie auch alle Versammlungen, genehmigungspflichtig. Im Jahre 1946 waren bei der Gründung des Bundes für Sport und Körperpflege (Vorläufer des Württembergischen Landessportbundes) auch die Schachspieler dabei. Die Sparte Schach wurde von Rudolf Kraus (Weilheim/Teck) und Paul Drexler (Stuttgart) geleitet. Neben dem wiederauflebenden Spielbetrieb wurde auch von allen Landesverbänden der überregionale Kontakt gesucht; die Arbeitsgemeinschaft der Deutschen Schachverbände entstand, welche die Zeit bis zur Wiederherstellung des Deutschen Schachbundes überbrückte. Seit Ende 1948 nannte sich die Sparte Schach »Schachverband Württemberg«. Rudolf Kraus hatte die Satzung entworfen. Der Entwurf der Wettkampf- und Turnierordnung stammte von Anton Munz (Schwäbisch Gmünd), der von 1948 bis 1971 als 1. Vorsitzender den Verband zielstrebig aufbaute. Der Verband war zunächst auf die amerikanische Besatzungszone beschränkt. In der französisch besetzten Zone gab es den »Überschwäbischen Schachbund« (1. Vors. J. Cusnick). Im Jahr 1951 gelang der Anschluss aller südwürttembergischen Schachvereine und seit 1952 nannte sich der Verband »Schachverband Württemberg-Hohenzollern«. Unter Anton Munz wurde Württemberg der drittgrößte Verband im DSB. Auch der traditionell gute Kontakt in der Arbeitsgemeinschaft der süddeutschen Verbände wurde gepflegt, besonders durch den seit 1956 ausgespielten Wanderpokal der »Sechsländerkämpfe«, an dem Baden, Bayern, Hessen, Pfalz, Saarland, und Württemberg teilnahmen. Württemberg holte diesen Pokal 1956 in Pforzheim und in Pirmasens 1957. 1973 kehrte man unter der Führung von Präsident Rudolf Scholz (Präsident von 1971 bis 1989, später Ehrenvorsitzender) wieder zu dem Namen »Schachverband Württemberg« zurück.
Bis 1983 besetzte der SVW im Wesentlichen die Themen Spielbetrieb und Interessenvertretung der Mitgliedsvereine auf Bundesebene. Kernthemen waren die Organisation des Spielbetriebs in Mannschafts- und Einzelmeisterschaften sowie die Mitgliederverwaltung. Erst danach kamen weitere Tätigkeitsfelder hinzu. Seit ca. 1983 engagiert sich der Verband in der Ausbildung. Dieser Bereich wurde maßgeblich vom späteren Präsidenten und heutigen Ehrenpräsidenten Hanno Dürr mit großem Engagement vorangetrieben. Ausgebildet werden Schiedsrichter, Übungsleiter und Trainer. Gleichzeitig wurde die Aufgliederung in Leistungs- und Breitenschach betrieben. Die Aufbauarbeit im Breitenschach leistete Walter Pungartnik über Jahrzehnte. In dieser Phase entwickelte sich der Verband zum „Spielbetrieb- und Ausbildungs-Verband“. In diese Zeit fiel auch konsequenterweise der Beitritt zum Württembergischen Landessportverband (WSLB) durch Beschluss des Verbandstages vom 29. Mai 1983 und zum Landessportverband Baden-Württemberg (LSV) im Jahr 1984. Ein entscheidender Entwicklungsschritt für den Verband, der nunmehr auch Beratung und Service der großen Sportverbände für seine Mitglieder ermöglichte. Anfang der 1990er-Jahre folgte die Weiterentwicklung zu einem umfassenden Organisationsverband mit den zusätzlichen Bereichen Weiterbildung (z. B. Führungsseminare), Schulschach, Öffentlichkeitsarbeit und mit dem späteren Schwerpunktbereich Internetpräsenz / neue Medien. In allen Bereichen werden umfassende Dienstleistungsangebote für die Mitgliedsvereine geboten. Der Spielbetrieb wurde um die Referate Frauenschach und Seniorenschach ergänzt.

## Präsidium des Schachverbandes Württemberg
Das Präsidium besteht aus dem Präsidenten, drei Vizepräsidenten, dem Schatzmeister, dem Verbandsspielleiter, dem Verbandsjugendleiter und dem Referenten für das Pressewesen und die Öffentlichkeitsarbeit. Der Präsident, die Vizepräsidenten und der Schatzmeister bilden den Vorstand im Sinne des § 26 BGB. Sie sind zur alleinigen gerichtlichen und außergerichtlichen Vertretung des Vereins berechtigt.

### Aktuelles Präsidium
Dem Präsidium gehören nach dem Verbandstag vom 28. Juni 2025 die folgenden Personen an:
| Amt                                | Name               | Verein                                | Amtszeit   |
| ---------------------------------- | ------------------ | ------------------------------------- | ---------- |
| Präsident                          | Carsten Karthaus   | SC Murrhardt 1948                     | 2021-heute |
| Vizepräsident                      | Yves Mutschelknaus | SV Stuttgart-Wolfbusch 1956           | 2021-heute |
| Vizepräsident                      | Michael Meier      | SSV Zuffenhausen                      | 2013-heute |
| Vizepräsident                      | Ottmar Seidler     | SF Schwaigern 2009                    | 2023-heute |
| Schatzmeister                      | Dennis Bastian     | SG Donautal Tuttlingen                | 2017-heute |
| Verbandsspielleiter                | Hubert Warsitz     | Schachfreunde Heilbronn-Biberach 1978 | 2025-heute |
| Vorsitzender der WSJ               | Niclas Günther     | SF Freiberg                           | 2025-heute |
| Referent für Öffentlichkeitsarbeit | Karlheinz Vogel    | SV23 Böckingen                        | 2021-heute |

### Liste der Präsidenten des Schachverbandes Württemberg
| Nr. | Präsident                          | Amtszeit   |
| --- | ---------------------------------- | ---------- |
| 1.  | Otto Rosenfeld (Ehrenvorsitzender) | 1910–1923  |
| 2.  | Hassler                            | 1923–1928  |
| 3.  | Ernst Kübler                       | 1928–1936  |
| 4.  | N. Rahn                            | 1936–1939  |
| 5.  | Rudolf Reichel                     | 1939–1940  |
| 6.  | Otto Kaufmann                      | 1940–1946  |
| 7.  | Rudolf Kraus & Paul Drexler        | 1946–1948  |
| 8.  | Anton Munz (Ehrenvorsitzender)     | 1948–1971  |
| 9.  | Rudolf Scholz (Ehrenvorsitzender)  | 1971–1989  |
| 10. | Herbert Nufer                      | 1989–1997  |
| 11. | Hanno Dürr (Ehrenpräsident)        | 1997–2005  |
| 12. | Hans Ellinger                      | 2005–2009  |
| 13. | Bernhard Mehrer                    | 2009–2013  |
| 14. | Armin Winkler (Ehrenpräsident)     | 2013–2021  |
| 15. | Carsten Karthaus                   | 2021-heute |